# Racky Bolly
Racky Bolly (9 de julio de 1987) es una deportista senegalesa que compitió en judo. Ganó una medalla de bronce en el Campeonato Africano de Judo de 2008 en la categoría de +78 kg.

## Palmarés internacional
| Campeonato Africano | Campeonato Africano | Campeonato Africano | Campeonato Africano |
| Año                 | Lugar               | Medalla             | Categoría           |
| ------------------- | ------------------- | ------------------- | ------------------- |
| 2008                | Agadir (Marruecos)  | Medalla de bronce   | +78 kg              |